# Николай Близнаков
Николай Близнаков е български журналист, издател и организатор на НПО, по-късно социолог и политик. Автор на научнофантастични произведения, повечето под псевдонима Крис Никълс (Kris Nichols), превеждани на руски, полски, немски.

## Биография
Роден е през 1950 г. в Пловдив. Завършил е право.
Първоначално работи като журналист – Радио Пловдив, в. „Орбита“ и др. Съосновател на Пловдивския клуб за фантастика и прогностика „21 век“, и негов дългогодишен лидер. Инициатор на Фестивалите на фантастиката и прогностиката /1980 – 1989 г./; основател на Музей на въображението и Бъдещето /Пловдив/.
През 1989 г. е съорганизатор на СДС-Пловдив, и е избран за депутат в Седмото велико народно събрание. Лидер на движението „Равен старт“ – 1990 – 1992 г. През 1992 г. напуска СДС.
След 1999 преподава в Пловдивския университет „Паисий Хилендарски“]], специалност „Футурология и социология“. Автор на системата „Пряка жребийна демокрация“.
От 1992 до 1995 г. се занимава с издателска дейност в областта на фантастиката. Важен негов принос представлява съставителството на тематични антологии върху основни теми в НФ, за поредицата „SF трилър“, в които е поддържал рубрики от библиографски и енциклопедичен характер. Лидер на регионални граждански организации. Съпредседател на Националната Антикорупционн мрежа.

## Списък произведения

### Фантастика
- „На Земята промени няма“
- „Времето не е пари“
- „Лабиринт“
- „Кукла“
- „Обърни се с гръб към мен“
- „Нищо по-опасно от една амазонка“

### Наука, Публицистика
- „Представата на младежта за 2033 г.“
- „Пловдив – град на 3000 години“ – Пловдив, 1999 г.
- "Предизвикателството „Пряка демокрация“ – Пловдив, 2003 г.

Автор е също така на много статии в областта на фантастиката, футурологията, историята и социологията.

### Разкази
- 1976 г. – „На Земята – без промени“
- 1983 г. – „Обърни се с гръб към мен“
- 1985 г. – „2033 година през погледа на младия българин“
- 1993 г. – „Времето не е пари“ (под псевдонима Крис Никълс)
- 1993 г. – „Лабиринт“ (под псевдонима Крис Никълс)

### Публицистика
- 1981 г. – „Пловдив през 2000 година“ – в. „Орбита“, бр. 22.
- 1985 г. – „Трябва да мечтаем. Четвърти фестивал на научната фантастика в Пловдив“ – в. „Орбита“, бр. 46.
- 1999 г. – „Пловдив – град на 3000 години“
- 2003 г. – „Предизвикателството“
- ???? г. – „Пряка демокрация“

### Публикации в периодика
- „На Земята промени няма“ – в. „Орбита“, 1976 г.
- 1983 г. – „Обърни се с гръб към мен“ – в. „Орбита“, №10 – 11
- „Лиохронният език“ – сп. „Космос“ -1985 г.

### На руски език
- 1978 г. – „На Земле без перемен“ („На Земята – без промени“) (разказ) – сп. „Звезда востока“, № 1 – Превод: Н. Потаюк – с. 215 – 222
- 1988 г. – „Пожалуйста, повернись ко мне спиной...“ („Обърни се с гръб към мен“) (разказ) – в: сб. „Детские ладошки“ – Издателство * „София прес“ – Библиотека „Болгария“, №10 – Превод: Игорь Крыжановский – с. 89 – 102
- Произведения на Николай Близнаков (Крис Никълс) в  Моята библиотека